# Абдулай Вад
Абдулай Вад (фр. Abdoulaye Wade; нар. 29 травня 1926, Кебемер, Сенегал) — президент Сенегалу з 1 квітня 2000 по 2 квітня 2012.

## Життєпис
1974 року разом з президентом тодішнього однопартійного Сенегалу Леопольдом Седар Сенгор заснував опозиційну дружню уряду партію СДП. 1976 року у Сенегалі було прийнято закон про дозвіл діяльності всього трьох політичних партій, кожна з яких повинна була сповідувати одну з основних ідеологій (сам Сенгор очолював Соціалістичну партію), і СДП прийняла ідеологію лібералізму.
Вад брав участь у президентських виборах у 1978 проти Сенгора та 1983, 1988 і 1993 проти його наступника Абду Діуфа, але займав друге місце. Неодноразово як співпрацював з урядом, займаючи міністерські пости (міністр без портфеля з квітня 1991 по жовтень 1992, державний міністр з березня 1995 по березень 1998), так і заарештовувався за антиурядову діяльність та перебував в еміграції у Франції. Повернувшись звідти 27 жовтня 1999, Вад у першому турі президентських виборів, що пройшли 27 лютого 2000 знову був другим, але вийшов у другий тур, де переміг президента Абду Діуфа завдяки підтримці інших кандидатів, отримавши 58,47 %. У квітні 2001 СДП отримала більшість і у парламенті. Того ж року була прийнята нова конституція, що вводила п'ятирічний президентський термін, причому сам Вад залишався на посаді протягом семи років. 11 березня 2007 відбулися нові президентські вибори, на яких Абдулай Вад переміг у першому турі, отримавши 55,9 %. Спроби опозиційних кандидатів оскаржити результати в Конституційному суді не увінчалися успіхом.
Абдулай Вад підтримує створення Сполучених Штатів Африки.

## Приватне життя та сім'я

### Інтереси
Президент має особливу пристрасть до монументальних скульптур, будівництво яких ведеться у столиці. Одна з таких споруд — «Монумент африканського відродження», яка побудована північнокорейськими інженерами та будівельниками у Дакарі. Монумент, відкриття якого відбулося 2010 року, підноситься над двома пагорбами і на три метри перевищує висоту Статуї Свободи у Нью-Йорку.

### Сім'я
Абдулай Вад одружений. Сина звуть Карім Вад.